# Folco Portinari (saggista)
Folco Portinari (Cambiano, 25 gennaio 1926 – Milano, 11 gennaio 2019) è stato un saggista, critico letterario e storico della letteratura italiano, per molti anni funzionario della Rai.

## Biografia
Dagli anni cinquanta fece parte, in RAI, allora diretta da Filiberto Guala, del gruppo dei «corsari», come venivano definiti gli appartenenti a quel gruppo di giovani intellettuali ammessi nella televisione pubblica per meriti intellettuali e al di fuori di logiche di lottizzazione e appartenenza politica: insieme a lui erano Gianni Vattimo, Mario Carpitella, Furio Colombo, Umberto Eco, Enrico Vaime, Emilio Garroni, Luigi Silori, Fabiano Fabiani, Piero Angela, Adriano De Zan, Emmanuele Milano, Angelo Guglielmi, Gianfranco Bettetini.
Fu docente di Storia della letteratura italiana moderna e contemporanea all'Università degli Studi di Torino. Come critico letterario e  storico della letteratura, produsse saggi e monografie su autori della letteratura italiana dell'Ottocento e Novecento.
Collaborò a riviste letterarie di spicco (Letteratura, Il Ponte, Paragone, Il Verri) e a periodici e quotidiani come La Stampa, il Corriere della Sera, Panorama, l'Unità e Diario.
Si occupò anche di temi e aspetti legati alla cultura del cibo e dell'alimentazione, con la sua partecipazione all'ideazione del manifesto dello Slow Food e con la pubblicazione di libri (Il piacere della gola, Camunia, 1986; Voglia di gelato, Idealibri, 1991); era inoltre nel comitato scientifico di "Casa Artusi", a Forlimpopoli, comune dal quale si vide conferire la cittadinanza onoraria.
Fu inoltre autore di alcune raccolte di versi.

## Opere
Saggistica
- Problemi critici di ieri e di oggi, Fratelli Fabbri Editori, Milano, 1959
- Umberto Saba, Mursia, 1963
- Giuseppe Ungaretti, Edizioni Borla, Torino, 1967
- Ippolito Nievo, Silva, Milano, 1969
- (curatore), Narratori settentrionali dell'Ottocento, UTET, Torino, 1970
- Giuseppe Ungaretti, Stampatori, Torino, 1975
- Le parabole del reale. Romanzi italiani dell'Ottocento, Einaudi editore, Torino, 1976 ISBN 9788806444532
- Di Vittorio Alfieri e della tragedia, Giappichelli, Tornio, 1976
- Un'idea di realismo, Libreria Guida editore, Napoli, 1976
- Pari siamo! Io la lingua, egli ha il pugnale : storia del melodramma ottocentesco attraverso i suoi libretti, EDT musica, 1981 ISBN 887063017X
- Il piacere della gola, Camunia, 1986 (Aliberti editore, 2006 ISBN 9788874241033)
- Ice Cream (Simple Pleasures),  Webb & Bower (Publishers), Exeter ISBN 9780863502644
- Voglia di gelato, Idealibri, 1991
- Le regole del gioco. Saggi sulla cultura letteraria del '700, 1999, ISBN 8881760703
- (a cura di Anna Bossini), Anna Bossini intervista Folco Portinari, collana Interviste di un'ora sulla felicità, Vannini ISBN 9788886430388

Poesia
- Il cambio di moneta, Mondadori editore, 1967
- Do it yourself, L'arzanà, 1984
- Viaggio in mezzo alla natura verso, Cooperativa scrittori, Roma, 1976
- Relazioni di viaggio, Libreria Guida editore, Napoli, 1985
- Notizie dal Reame, Manni editori, Lecce, 1989
- All'ombra delle farfalle in fiore, Lugano, 1998
- Poesie da questo mondo, Asti, 2000
- Nevermore, Manni editori, Lecce, 2004 ISBN 9788881765027
- Punto e a capo, Aragno, 2008 ISBN 9788884193483